# Сирман
Сирманът (Ponticola syrman) е вид от семейство Попчеви. Той е сред най-редките риби в България, а и в Европа изобщо. Дължината му достига до 22 cm, тегло до 70 – 120 г. До 50-те години на ХХ век е многоброен в Бургаското и Мандренското езеро, а извън България се среща основно в Черно море и в Азовско море. Той е понто-каспийски реликт, т.е. обитател на някогашния морски басейн, от който по-късно са се образували Черно и Каспийско море. Обитава крайбрежната зона на морето на дълбочина до 10 m. Предпочита слабосолени води и затова се среща в устията на реките и заливите с ниска соленост. Среща се на каменисто-чакълесто или пясъчно дъно. Окраската му е сиво-кафява и отстрани на тялото има големи светлокафяви петна, разположени шахматно. Храни се с дребни рибки, червеи и ракообразни. Полово съзрява на 2 години. Размножава се през март-април. Често става жертва на бялата риба.

## Природозащитен статут
- Червена книга на България – Изчезнал [2]

Замърсяването на водите на обитаваните водоеми, както и измененията в природната екосистема на Мандренското езеро сред превръщането му в язовир през 1962 г. са главните причини за силно намалялата численост на вида.